# New Munich (Minnesota)
Pour les articles homonymes, voir New Munich.
New Munich est une ville américaine située dans le Comté de Stearns, dans le Minnesota. Selon le recensement de 2010, sa population est de 320 habitants.

## Dans la culture populaire
Le nom de la ville apparaît dans Un cow-boy sous pression, un album de la série de bandes dessinées Lucky Luke, en novembre 2024 mais elle est située dans le Dakota. Il s'agit donc d'une ville fictive homonyme.